# Ernst Radecke
Ernst Radecke (Berlín, 1866 - Winterthur, 1920) fou un musicògraf alemany.
Era fill del compositor Albert Maria Robert Radecke i nebot del també compositor Rudolf Radecke. Estudià música en el Conservatori Stern i filologia en les Universitats de Berlín, Jena i Múnic. El 1892 dirigí el Teatre Municipal de Leipzig i el 1893 fou nomenat director de l'Escola de Música de Winterthur. A més, fou professor de cant de l'Escola Superior i donà alguns cursos d'història de la música en el Conservatori de la Universitat de Zúric.
Se li deuen: Das Deutsche weltliche Lied in der Lautenmusik des XVI. Jahrh. (1891) i Robkahn (1904).